# Gyalókay Lajos
Szentgyörgyi és gyalókai Gyalókay Lajos (Szalacs, 1825. november 13. – Nagyvárad, 1899. február 2.) ügyvéd, országgyűlési képviselő, lapszerkesztő, törvényszéki elnök, 1848-49-es honvédszázados és szabadságharcos.

## Élete és munkássága
Közismert 1848-49-es szabadságharcos. Édesapja, Gyalókay Antal a nagyváradi római katolikus püspökség uradalmainak főfelügyelője, Bihar vármegye táblabírája volt. Az ifjú Gyalókay gondos nevelésben részesült, a gimnáziumot és jogi tanulmányait Váradon végezte 1845-ben. Jogi pályáját Csengery Imre Bihar megye harmadik aljegyzője mellett, kiadó írnokként kezdte, mely munkakörben 1846 novemberéig dolgozott. Ezután Pestre került, ahol királyi táblai hiteles jegyzőként tevékenykedett. 1847-ben tette le az ügyvédi vizsgát, majd hamarosan visszatért Váradra, ahol a megye közgyűlésein az akkori politikai mozgalmakban részt vett.
Az 1848 márciusi napok után Beöthy Ödön megyei főispán titkára lett és ajánlatára a Partium visszacsatolásával megbízott királyi komisszió titkárának nevezték ki és Beöthy Ödön elnöklete alatt, Somossy Ignác bizottsági tanácsossal együtt, Zaránd és Kraszna vármegyék kormányzati szervezetében munkálkodott.
Az 1848–49-es forradalom és szabadságharc kitörésekor a bihari önkéntes zászlóaljhoz állt be közhonvédnek, s a becskereki táborba került Kiss Ernő dandárjához, 14 hétig szolgált. Itt tizedes, őrmester, majd hadnagyi rangra emelték, az 1848. szeptember 2-i perlaszi ütközet után pedig főhadnagyi rangot kapott. Kiss Ernő ezredes és Vetter Antal alezredes megbízásából a kormányhoz intézett hadi jelentéseket és a csapatokhoz szóló felhívásokat fogalmazta.
Zászlóaljával október végén Nagyváradra visszaérkezvén, a bihari 55. honvéd-zászlóaljhoz, rangjának megtartásával beosztották és november végével a Zaránd megyei oláhok lázadása által fenyegetett kristyóri hegyi út védelmére rendelték.
Beke József (1791-1878) honvéd őrnagy táborába került ezután, s 1849. február 9-én részt vett a piski csatában, ahol bal lábára megsebesült. Vitézségéért Bem József századossá léptette elő. Ezután Székelyföldre rendelték és Háromszékben március végéig négy zászlóalj gyalogságot és két osztály huszárságot felszerelvén, ezekkel van der Nüll tábornok seregét Feketehalomnál megverte, ennek és a Brassóban levő orosz hadosztálynak kiűzésében és Brassó bevételénél 1849. március 30-án szintén részt vett. Innét főnökével együtt Gyulafehérvár ostromához küldték. Április végén Medgyesen ismerkedett meg Gyalókay személyesen Bem tábornokkal, az erdélyi hadjárat hősével, aki maga mellé rendelte a fiatal, lelkes jogászt, és hadsegéddé nevezte ki, az erdélyi hadsereg létszámáról, elhelyezéséről szóló kimutatások összeállítására kérte fel. Ezt a feladatot május 21-től június végéig látta el.
Az oroszok betörése után részt vett a besztercei, sepsiszentgyörgyi, segesvári és bánffyhunyadi ütközetekben. Bem tábornok hadsegédeként részt vett a segesvári csatában, és egyike volt azoknak, akik utoljára látták nemzeti költőnket, Petőfi Sándort. Petőfi Marosvásárhelyről Segesvárig egy kocsin utazott vele és az ütközet alatt a vezér körében mellette állott. Midőn azonban a túlnyomó erő által minden oldalról körülszárnyalt kis sereg (összesen 2800 ember) futásban szétbomlott, Petőfi Fehéregyháza felé fordult, Gyalókay pedig megmenekült.
A szabadságharc bukása után egy ideig magyarországi és erdélyi barátainál rejtőzködött, majd a császári kegyelem kihirdetése után Érköbölkútra vonult vissza. 1853. február 2-án feleségül vette a felsőmérei és ostorharicsi Horváth József székelyhídi földbirtokos lányát, Emmát, s így ő is földbirtokos lett. Hol Érköbölkúton, hol Székelyhídon laktak, nevét megőrizte a település északnyugati határában lévő Gyalókay-tag. 1855-ben született Érköbölkúton fia, Lajos, aki a Bihar megyei Történelmi Társulat egyik alapítója, majd Budapesten a magyar királyi államrendőrség tanácsosa, rendőrkapitánya lett.
Id. Gyalókay Lajos 1859. január 1-ig Érköbölkúton gazdálkodott, ezután Diószegen telepedett le, ez évben a diószegi árva-bizottmány jogtudójának választotta, mely tisztét 1860. december 19-éig folytatta, midőn Bihar vármegye megválasztotta aljegyzőjének, 1861-ben pedig főjegyzőjének. Az általa szerkesztett jegyzőkönyveket akkor a hazai lapok közölték. Miután a megyei bizottmányt 1861. november 5-én. fegyveres erővel feloszlatták, ügyvédi pályára lépett. Az 1868. március 16-án megalakult bihar-megyei Deák-párt alelnökének választotta, mely állásáról 1872. január 1-jén leköszönt; azonban a párt gyarapítására később is tevékeny politikai befolyást gyakorolt. 1872 szeptemberében a Magyar Királyi Törvényszék elnöke volt Nagyváradon. Ezt az állást nyugdíjba vonulásáig, 1897-ig töltötte be.
A bihar-megyei történelmi és régészeti egylet alakítását indítványozta s megalakulásától annak alelnöke; a nagyváradi László gőzhengermalom részvénytársaságnak egyik alapítója és több évig alelnöke volt; a nagyváradi tűzoltó-egyletnek egyik kezdeményezője és a szervezésig elnöke volt.
Az Érmelléki Borkereskedelmi Társaságban munkálkodott, ő szervezte meg Diószegen az első borkiállítást.

## Irodalmi tevékenysége
Tevékenyen részt vállalt a kulturális életben is. Korán kezdett irodalommal foglalkozni, már az 1840-es években több cikke jelent meg a Regélőben és a Honművészetben. 1854-től tíz évig levelezője volt a Pesti Naplónak, melyben főleg Bihar megye közgazdasági, kereskedelmi és társadalmi életéről tudósított, akárcsak a Gazdasági Lapokban és a Falusi Gazdában. Cikkeit megtalálhatjuk még a Fővárosi Lapokban, a Nagyváradi Lapokban, a Nagyváradban és a Szabadságban.
1863-ban néhány hónapig a Bihar című politikai lapot is szerkesztette. A Deák-párt bihari vezére volt. Egyik liberális hangvételű cikke miatt a haditörvényszék két hónapi fogságra ítélte, amit a nagyváradi vár börtönében töltött le.
Élénken érdeklődött az irodalmi, tudományos, egyházi ügyek iránt is. Alapító tagként ott találjuk a Bihar megyei Régészeti és Történelmi Egylet megalakulásánál melynek elnöki tisztségét is elvállalta. 1892-ben a közművelődés felemelésére megalapított Szigligeti Társaság alelnökévé választották. Buzgó előharcosa volt a nagyváradi színház építésének is. Az 1898-ban megalakult Nagyváradi Nemzeti Szövetség elnöki tisztségét is betöltötte.
Gyalókay irodalmi tevékenységének legismertebb darabja emlékirata, különösképpen annak a segesvári csatára és Petőfi Sándorra vonatkozó részei. Gróf Haller Józsi felkérésére jegyezte le a lánglelkű költővel kapcsolatos emlékeit, 37 év távlatából Számos korabeli lapban olvashatunk részleteket e naplóból.